# Franz Beck
Franz Beck, född 22 mars 1814 i Rhen-Hessen, död 15 maj 1888 i Stockholm, var en svensk bokbindare.
Beck var son till borgmästaren i Gau-Bickelheim Domenique Beck och hans hustru Catharina Carlin. Han kom till Stockholm 1840 och blev 1843 bokbindarmästare. Han sökte på flera sätt att utveckla bokbindarkonsten och blev en av samtidens förnämsta svenska bokbindare. Redan från början specialiserade han sig på praktutgåvor. Under 1840- och 1850-talet använde han ofta pärl- och stramaljbroderier för sina bokpärmar, senare silverbeslag eller träsniderier, monterade mot siden- eller sammetsbakgrund. 
Han tilldelades 1882 medaljen Litteris et Artibus.
Frans Beck var far till bokbindaren Johan Viktor Beck och konstnären Julia Beck. Han är begravd på Katolska kyrkogården i Stockholm.

## Fotnoter
1. 1 2  Franz Beck, Svenskt biografiskt lexikon, Svenskt Biografiskt Lexikon-ID: 19099, läs online.[källa från Wikidata]